# Конюс, Александр Александрович
Алекса́ндр Алекса́ндрович Ко́нюс (19 сентября (1 октября) 1895, Москва, Московская губерния, Российская империя — 5 апреля 1990, Москва, Московская область, СССР) — российский и советский учёный, экономист-математик и статистик. Член Эконометрического общества (1975). Доктор экономических наук (1980).

## Биография
Родился в семье музыкантов. Мать — Мария Никандровна Конюс, отец — теоретик музыки Георгий Эдуардович Конюс. С началом Первой мировой войны призван на фронт, Георгиевский кавалер. В 1920 году окончил Кооперативный институт при Совете Всероссийских кооперативных съездов, ученик А. В. Чаянова. В 1923—1929 годах работал под руководством Н. Д. Кондратьева в Конъюнктурном институте, в журнале которого опубликовал ряд статей:
- «Проблема истинного индекса стоимости жизни» (1924, опубликовано на английском языке в журнале «Econometrica», 1939, № 7), где указал на недостатки агрегатных индексов, которые недоучитывали изменение уровня потребления при изменении цен, из-за эластичности спроса.
- «К проблеме покупательной силы денег» (1926, совместно с С. С. Бюшгенсом), где указал, что при измерении покупательной силы денег как функции от относительного изменения цен на товары при данном уровне потребления предполагается связь между изменениями соотношения цен и изменениями количества потребляемых товаров.

В 1930-х годах преподавал статистику в Московском кредитно-экономическом институте, в 1941—1945 годах работал в центральной лаборатории Челябинского Кировского завода, с 1945 — в различных НИИ Москвы, в том числе в 1960—1982 годах в Научно-исследовательском экономическом институте (НИЭИ) Госплана СССР. Член редакционного совета международного статистического журнала «Metron» (1968).
Умер в 1990 году. Похоронен на Пятницком кладбище.

## Научная деятельность
Эконометрист, развивал теорию денежного обращения и теорию индексов. Один из основателей экономической индексологии.
Некоторые работы:
- Таблицы индексов цен Конъюнктурного института // Динамика цен советского хозяйства. М., 1930;
- Экономическая конъюнктура // Гранат. Энциклопедический словарь. М., 1933. Т. 51;
- Теоретические вопросы цен и потребления // Вопросы экономики, планирования и статистики. М., 1957;
- Редукция труда методом межотраслевого баланса // Экономика и математические методы. 1971. Т. 7. № 6;
- «На старости я сызнова живу, минувшее проходит предо мною…» // Истоки: Вопросы истории народного хозяйства и экономической мысли. М., 1989. Вып. 1.

## Семья
- Жена — Эсфирь Мироновна Зайдеман-Конюс (1896—1964), врач-педиатр и историк медицины, доктор медицинских наук, старший научный сотрудник Государственного научного института охраны материнства и младенчества[6]. Племянник (сын её сестры) — Александр Калягин, актёр.
  - Дочь — Елена Александровна Конюс (01.05.1923—08.02.2020), кандидат филологических наук (1953)[7].
- Сестра — Наталья Георгиевна Конюс (1914—1989) — балерина. Заслуженная артистка РСФСР.
- Брат — Андрей Георгиевич Конюс, поэт, переводчик, сотрудник Государственного дарвиновского музея[8].